# Eerste divisie (mannenhandbal) 1992/93
De eerste divisie is de op een na hoogste afdeling van het Nederlandse handbal bij de heren op landelijk niveau. In het seizoen 1992/1993 werden De Gazellen en Hellas kampioen en plaatsten zich voor de degradatiepoule in de eredivisie. Actief, Aalsmeer 3, de Griffioen, Groene Ster, AAC 1899 en NOAV degradeerden naar de tweede divisie.
Door de veranderde opzet van de eredivisie, promoveerden de kampioenen van de twee gelijke divisie (A en B) voor één seizoen niet rechtstreeks naar de eredivisie, maar spelen mee in de degradatiepoule van de eredivisie voor twee plekken in de eredivisie. Tevens degraderen er twee extra ploegen uit de eerste divisie door middel van een nacompetitie.

## Opzet
- De kampioenen plaatsen zich voor de degradatiepoule in de eredivisie, de twee best geplaatste ploegen spelen volgend seizoen eredivisie (mits er niet al een hogere ploeg van dezelfde vereniging in de eredivisie speelt).
- De ploegen die als negende en tiende eindigen plaatsen zich voor een nacompetitie, de twee laagst geëindigde ploegen degraderen naar de tweede divisie.
- De ploegen die als een-na-laatste (elfde) en laatste (twaalfde) eindigen degraderen rechtstreeks naar de tweede divisie.

## Eerste divisie A

### Teams
| Ploeg               | Plaats            | Provincie     |
| ------------------- | ----------------- | ------------- |
| Aalsmeer 3          | Aalsmeer          | Noord-Holland |
| Actief              | Eelde-Paterswolde | Drenthe       |
| De Blinkert         | Haarlem           | Noord-Holland |
| Smeeing/BDC         | Soest             | Utrecht       |
| HAKA/E&O 2          | Emmen             | Drenthe       |
| Maatman/De Gazellen | Doetinchem        | Gelderland    |
| de Griffioen        | Wolvega           | Friesland     |
| Jahn II             | Stadskanaal       | Groningen     |
| Lacerna/OSC         | Amsterdam         | Noord-Holland |
| Sparta '75          | Groningen         | Groningen     |
| Volendam            | Volendam          | Noord-Holland |
| UDSV 2              | Utrecht           | Utrecht       |

### Stand
| Pos | Club                | Wed | Ptn | Opmerking                                                     |
| --- | ------------------- | --- | --- | ------------------------------------------------------------- |
| 1   | Maatman/De Gazellen | 22  | 33  | Gekwalificeerd voor degradatiepoule in de eredivisie          |
| 2   | Jahn II             | 22  | 32  |                                                               |
| 3   | HAKA/E&O 2          | 22  | 28  |                                                               |
| 4   | Volendam            | 22  | 27  |                                                               |
| 5   | De Blinkert         | 22  | 23  |                                                               |
| 6   | Sparta '75          | 22  | 22  |                                                               |
| 7   | Lacerna/OSC         | 22  | 21  |                                                               |
| 8   | UDSV 2              | 22  | 20  |                                                               |
| 9   | Smeeing/BDC         | 22  | 19  | Gekwalificeerd voor nacompetitie voor twee degradatieplaatsen |
| 10  | de Griffioen        | 22  | 19  | Gekwalificeerd voor nacompetitie voor twee degradatieplaatsen |
| 11  | Actief              | 22  | 13  | Degradatie naar tweede divisie                                |
| 12  | Aalsmeer 3          | 22  | 6   | Degradatie naar tweede divisie                                |

## Eerste divisie B

### Teams
| Ploeg                  | Plaats      | Provincie     |
| ---------------------- | ----------- | ------------- |
| AAC 1899               | Arnhem      | Gelderland    |
| Aalsmeer 2             | Aalsmeer    | Noord-Holland |
| Bevo Heldia Combinatie | Panningen   | Limburg       |
| Groene Ster            | Zevenbergen | Noord-Brabant |
| Loreal                 | Venlo       | Limburg       |
| NOAV                   | Susteren    | Limburg       |
| PSV                    | Eindhoven   | Noord-Brabant |
| Pius X                 | Eindhoven   | Noord-Brabant |
| Quintus                | Kwintsheul  | Zuid-Holland  |
| Saturnus '72           | Ridderkerk  | Zuid-Holland  |
| UDSV                   | Utrecht     | Utrecht       |
| WIK                    | Vlaardingen | Zeeland       |

### Stand
| Pos | Club                   | Wed | Ptn | Opmerking                                                     |
| --- | ---------------------- | --- | --- | ------------------------------------------------------------- |
| 1   | UDSV                   | 22  | 37  | Gekwalificeerd voor degradatiepoule in de eredivisie          |
| 2   | Quintus                | 22  | 29  |                                                               |
| 3   | Aalsmeer 2             | 22  | 28  |                                                               |
| 4   | Saturnus '72           | 22  | 26  |                                                               |
| 5   | Bevo Heldia Combinatie | 22  | 25  |                                                               |
| 6   | PSV                    | 22  | 21  |                                                               |
| 7   | Loreal                 | 22  | 20  |                                                               |
| 8   | Pius X                 | 22  | 20  |                                                               |
| 9   | NOAV                   | 22  | 16  | Gekwalificeerd voor nacompetitie voor twee degradatieplaatsen |
| 10  | WIK                    | 22  | 15  | Speelt beslissingswedstrijd                                   |
| 11  | Groene Ster            | 22  | 15  | Speelt beslissingswedstrijd                                   |
| 12  | AAC 1899               | 22  | 10  | Degradatie naar tweede divisie                                |

### Beslissingswedstrijd
|  | Groene Ster | 21 - 20 | WIK |  |
|  |             |         |     |  |
|  |             |         |     |  |

Groene Ster speelt nacompetitie voor twee degradatieplaatsen, WIK degradeert naar tweede divisie

## Nacompetitie
| Pos | Club         | Wed | Ptn | Opmerking                      |
| --- | ------------ | --- | --- | ------------------------------ |
| 1   | Smeeing/BDC  | 3   | 5   |                                |
| 2   | Groene Ster  | 3   | 4   |                                |
| 3   | NOAV         | 3   | 2   | Degradatie naar tweede divisie |
| 4   | de Griffioen | 3   | 1   | Degradatie naar tweede divisie |